# Aziz Sancar

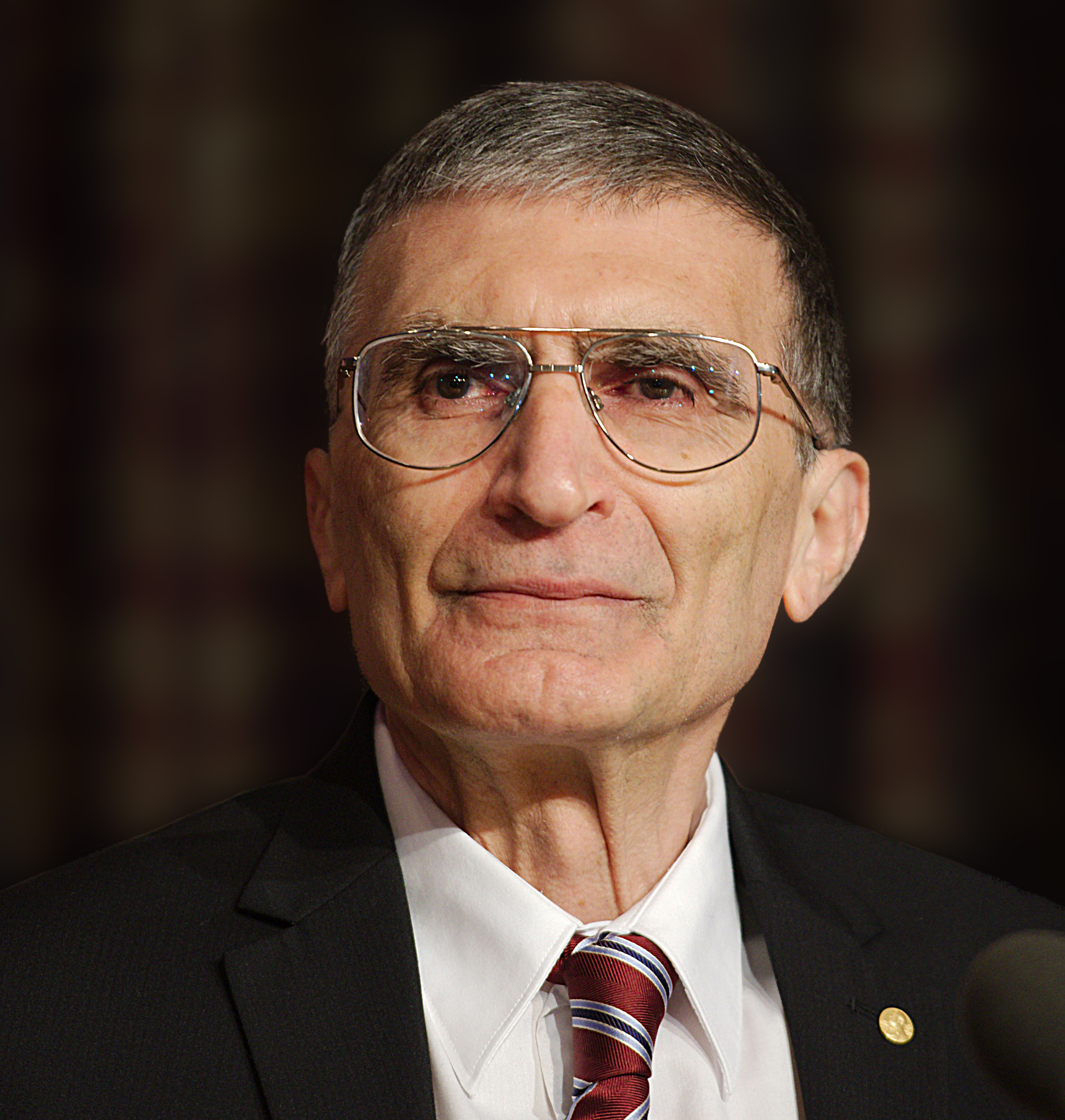
Aziz Sancar

Aziz Sancar (* 8. September 1946 in Savur, Provinz Mardin, Türkei) ist ein türkisch-amerikanischer Genetiker. Für 2015 wurde ihm „für die mechanistischen Studien zur DNA-Reparatur“ gemeinsam mit Tomas Lindahl und Paul Modrich der Nobelpreis für Chemie zugesprochen.

## Leben
Sancar wurde in der Stadt Savur (Provinz Mardin/Türkei) als eines von zehn Kindern einer türkischen Familie geboren. Sancar studierte Medizin an der Universität Istanbul (M.D. 1969). Seit 1973 lebt er in den USA. 1977 wurde er an der University of Texas at Dallas in Molekularbiologie promoviert (Ph. D.). 1982 wurde Sancar Associate Professor an der University of North Carolina at Chapel Hill (School of Medicine), an der er 1988 eine volle Professur für Biochemie und Biophysik erhielt.
1984 erhielt er einen Presidential Young Investigator Award. 1995 wurde er Mitglied der Third World Academy of Sciences, 2004 Mitglied der American Academy of Arts and Sciences und im Jahr darauf Mitglied der National Academy of Sciences.
Er klärte molekulare Mechanismen der DNA-Reparatur im Körper auf, insbesondere Nukleotidexzisionsreparatur (NER) und Photolyasen.

## Sonstiges
Zusammen mit seiner Frau Gwen Sancar ist er der Gründer der Einrichtung Carolina Türk Evi, die sich mit Angelegenheiten türkischer Austauschschüler in den USA befasst.